# Werner Schnakenbeck
Georg Christian Werner Schnakenbeck (* 4. Juni 1887 in Sandesneben; † 3. April 1971 in Hamburg) war ein deutscher Zoologe und Ichthyologe. Zuletzt war er Professor und Direktor am Institut für Seefischerei der Bundesforschungsanstalt für Fischerei.

## Leben
Schnakenbeck wurde 1887 als Sohn eines naturverbundenen Kaufmanns, der ihn später mit zur Jagd nahm, im Herzogtum Lauenburg geboren. Nach dem Abitur am Königlichen Gymnasium zu Kiel studierte er naturwissenschaftliche Fächer u. a. Zoologie an der Christian-Albrechts-Universität zu Kiel, der Universität Freiburg im Breisgau und der Universität Halle (Saale). Zwischenzeitlich (1909/10) diente er bei der Marineinfanterie (Seebataillon) in Kiel, er schied als Unteroffizier der Reserve aus. Danach war er bei Valentin Haecker im Zoologischen Garten in Halle/Saale tätig und arbeitete an seiner ersten Promotion.
Mit Ausbruch des Ersten Weltkrieges 1914 wurde er zum Kriegsdienst an der Westfront herangezogen. Er nahm als Angehöriger der Marine-Division u. a. an der Belagerung von Antwerpen und den Flandernschlachten teil und wurde mit dem Eisernen Kreuz II. und I. Klasse ausgezeichnet. Im Dienstgrad eines Leutnants der Reserve wurde er 1918 entlassen.
1919 wurde er Volontär-Assistent, später Direktionsassistent im Zoologischen Garten. 1920 folgte die Promotion zum Thema Zur Analyse der Rassenmerkmale der Axolotl und Die Entstehung und das Schicksal der epidermalen Pigmentträger. Ab 1921 war er Assistent der Deutschen Wissenschaftlichen Kommission für Meeresforschung und wirkte als solcher bei Friedrich Heincke an der Biologischen Anstalt Helgoland. 1923 wechselte er auf Betreiben von Ernst Ehrenbaum als wissenschaftlicher Hilfsarbeiter an die Fischereibiologische Abteilung des Naturhistorischen Museums Hamburg. 1926 wurde er Kustos und 1931 als Nachfolger von Ehrenbaum Institutsleiter.
1933 verlieh ihm der Hamburger Senat den Ehrentitel „Professor“. 1934 wurde er vom Reichsernährungsminister Walther Darré zum ordentlichen Mitglied der Deutschen Wissenschaftlichen Kommission für Meeresforschung ernannt. 1939 erhielt er die Amtsbezeichnung Oberregierungsrat am Institut für See- und Küstenfischerei (vormalige Fischereibiologische Abteilung) in der Reichsanstalt für Fischerei. Von 1936 bis 1945 war er außerdem Lehrbeauftragter für Fischereiwissenschaft an der Universität Hamburg.
1949 erfolgte die Übernahme in die Zentralanstalt für Fischerei (spätere Bundesforschungsanstalt für Fischerei). 1951 wurde er Professor und Direktor am dortigen Institut für Seefischerei. 1952/53 trat er in den Ruhestand; sein Nachfolger wurde Johannes Lundbeck.
Schnakenbeck war an mehreren Fahrten des Forschungsschiffes Poseidon beteiligt und Beiträger des Handbuchs der Zoologie. Für seine Verdienste erhielt er 1953 das Verdienstkreuz der Bundesrepublik Deutschland.

## Schriften (Auswahl)
- Die Nordseefischerei (= Handbuch des Seefischerei Nordeuropas. Bd. 5, H. 1). E. Schweizerbart, Stuttgart 1928.
- mit Wilhelm Reuter: Praxis der Hochseefischerei (= Seemännische Bücherei. Bd. 48). Eckardt & Meßtorff, Hamburg 1939.
- Tiere und Pflanzen des Salz- und Süsswassers (= Fischwirtschaftskunde. Bd. 1). 3 Lieferungen, Keune, Hamburg 1947.
- Deutsche Fischerei in der Nordsee und im Nordmeer (= Fischwirtschaftskunde. Bd. 3, Teil 2). Lieferung 1, Keune, Hamburg 1947.